# St-Laurent (Les Arques)

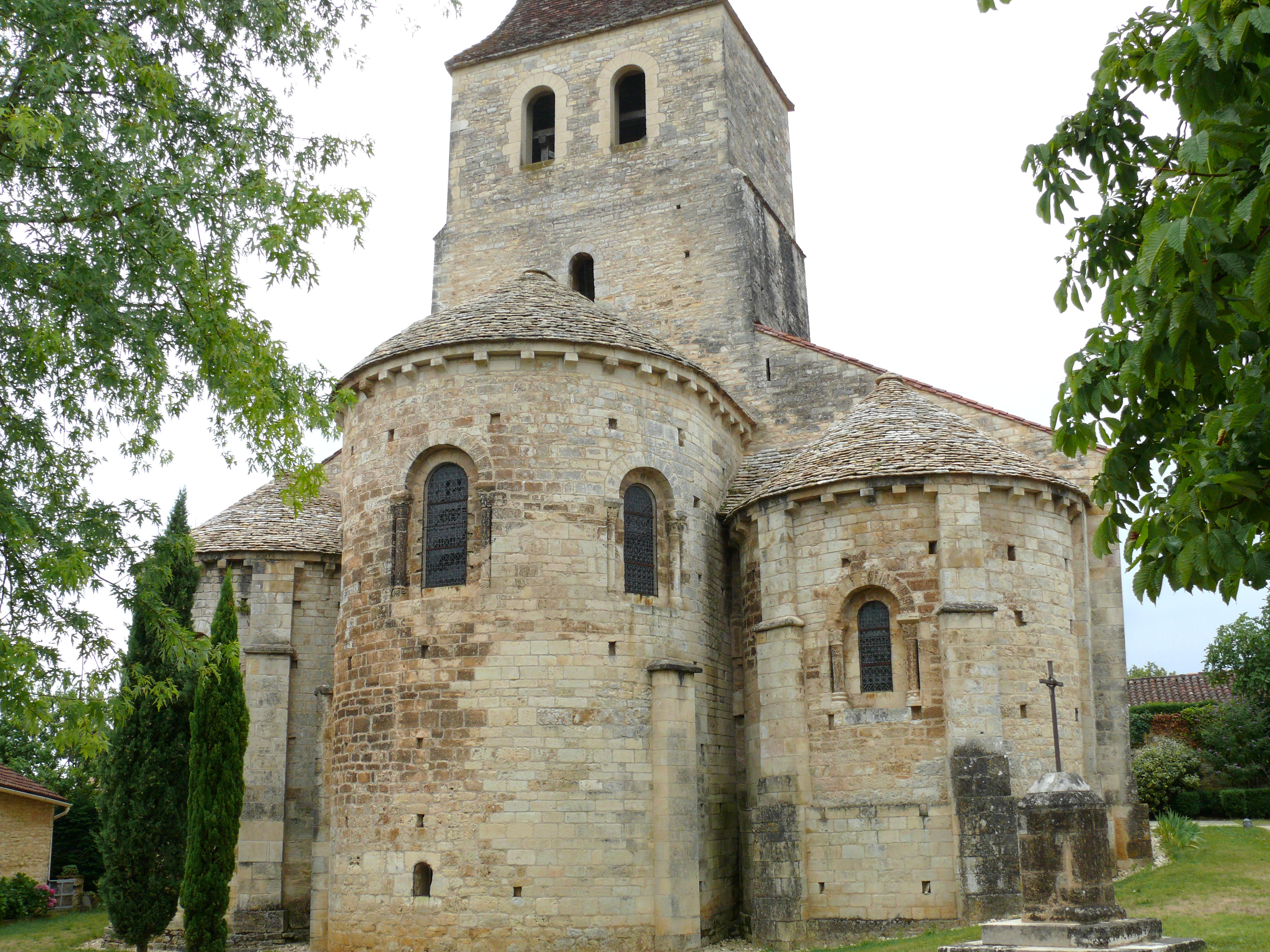
Kirche Saint-Laurent in Les Arques – Chorpartie

Die romanische Kirche Saint-Laurent ist – neben der etwa 100 Jahre älteren Kapelle Saint-André – die zweite Hauptsehenswürdigkeit der kleinen Gemeinde Les Arques im Périgord. Die Kirche wurde im Jahre 1952 in die Liste der Monuments historiques aufgenommen.

## Lage
Die Kirche steht inmitten der Ortschaft Les Arques in der Kulturlandschaft des Périgord.

## Geschichte
Die Kirche wurde als Prioratskirche der Abtei von Marcilhac gegründet. Die Ostteile entstammen dem 12. Jahrhundert; das Langhaus mitsamt der Westfassade wurde nach Zerstörungen im Hundertjährigen Krieg (1337–1453) in verkleinerten Dimensionen neu errichtet und im 19. Jahrhundert grundlegend überarbeitet.

## Architektur

### Außenbau
Die drei romanischen Apsiden unterscheiden sich in ihrer feineren Steinbearbeitung deutlich von der kleineren Kapelle Saint-André und auch von dem später erneuerten Kirchenschiff. Die Fenster sind allesamt von Blendbögen eingerahmt und mit eingestellten Säulen versehen. Das Mauerwerk ist durch halbhohe bzw. abgestufte Strebepfeiler stabilisiert; unter der Dachtraufe endet es in einem Konsolenfries, der an die Dachsparrenköpfe älterer Zimmermannskonstruktionen erinnert. Die Dächer der drei Apsiden sind mit kleinen Steinplatten (lauzes) gedeckt. Der doppelgeschossige querrechteckige Vierungsturm scheint im Wesentlichen der Neubauphase des 15. Jahrhunderts anzugehören; sein oberer Teil ist als Glockengeschoss ausgebildet. Auf der Nordseite des Kirchenschiffs sind Reste eines säulen- und kapitelllosen spätgotischen Portals erkennbar. Das tympanonlose Westportal und die beiden darüberliegenden Fenster sind Neuschöpfungen des 19. Jahrhunderts.

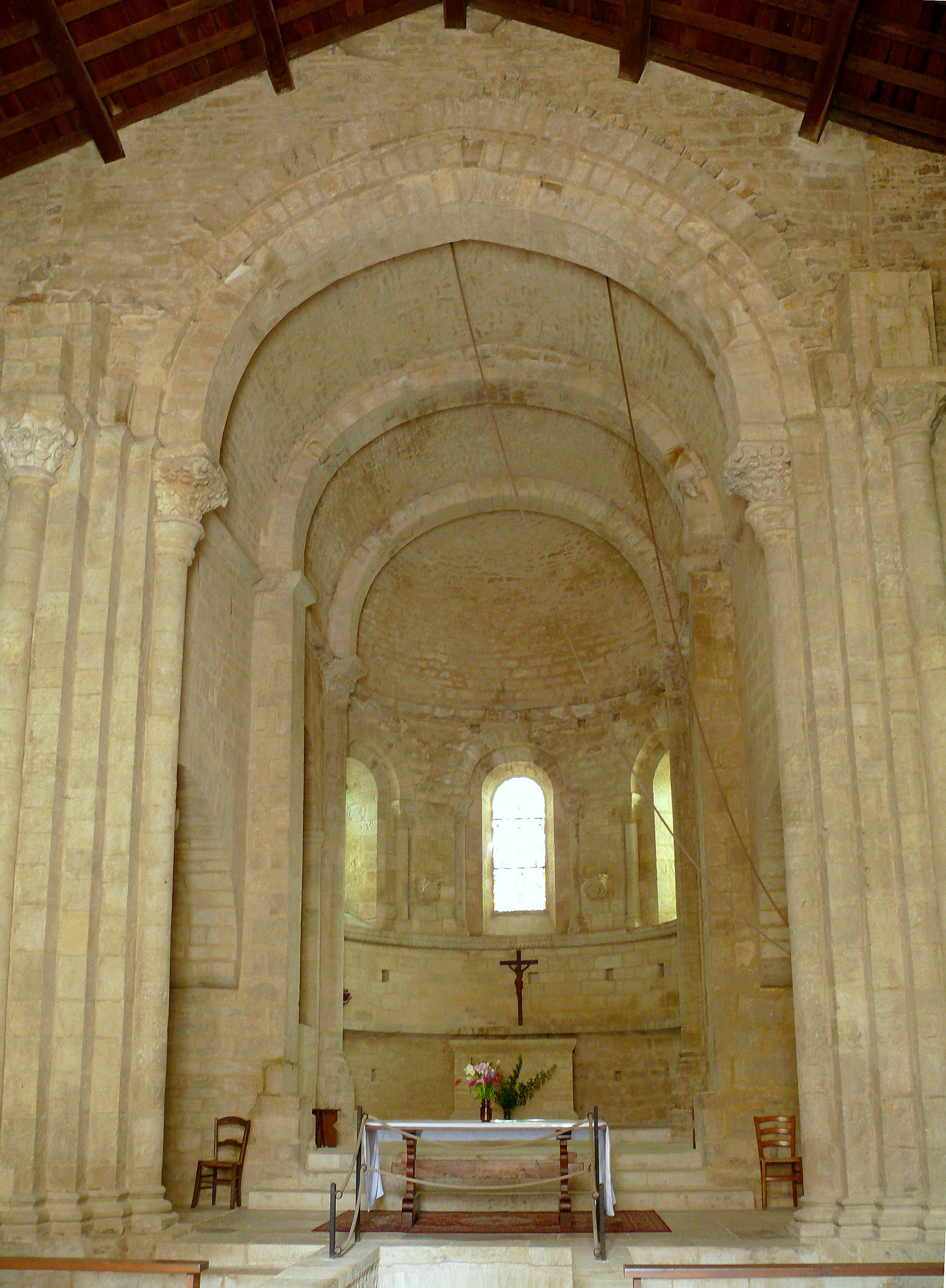
Kirche Saint-Laurent – Chor

### Innenraum
Das im 15. Jahrhundert erneuerte Kirchenschiff ist mit einem hölzernen Satteldach gedeckt. Deutlich erkennbar ist der Bruch zwischen dem erneuerten Langhaus und dem original erhaltenen und leicht erhöhten Vierungs- und Chorbereich: Mehrfach gegliederte Pfeiler mit Halbsäulenvorlagen, die in nichtfigürlichen romanischen Kapitellen enden, fangen die Last des Vierungsturms ab. Die seitlichen Bögen zum Querhaus sind ansatzweise als Hufeisenbögen ausgebildet – ein höchst seltenes Architekturelement in der Mitte Frankreichs, welches jedoch im Süden des Landes an einigen wenigen Kirchenbauten erscheint (vgl. Kirche St-Martin in Saint-Martin-des-Puits u. a.). Das Vierungsjoch, das Chorjoch und die Apsis werden von steinernen Tonnengewölben mit unterlegten Gurtbögen überspannt. Die drei Apsisfenster, die als Trinitätssymbol aufgefasst werden können, werden – wie im Außenbereich – von Blendbögen mit eingestellten Säulen gerahmt.